# التشرد في الولايات المتحدة

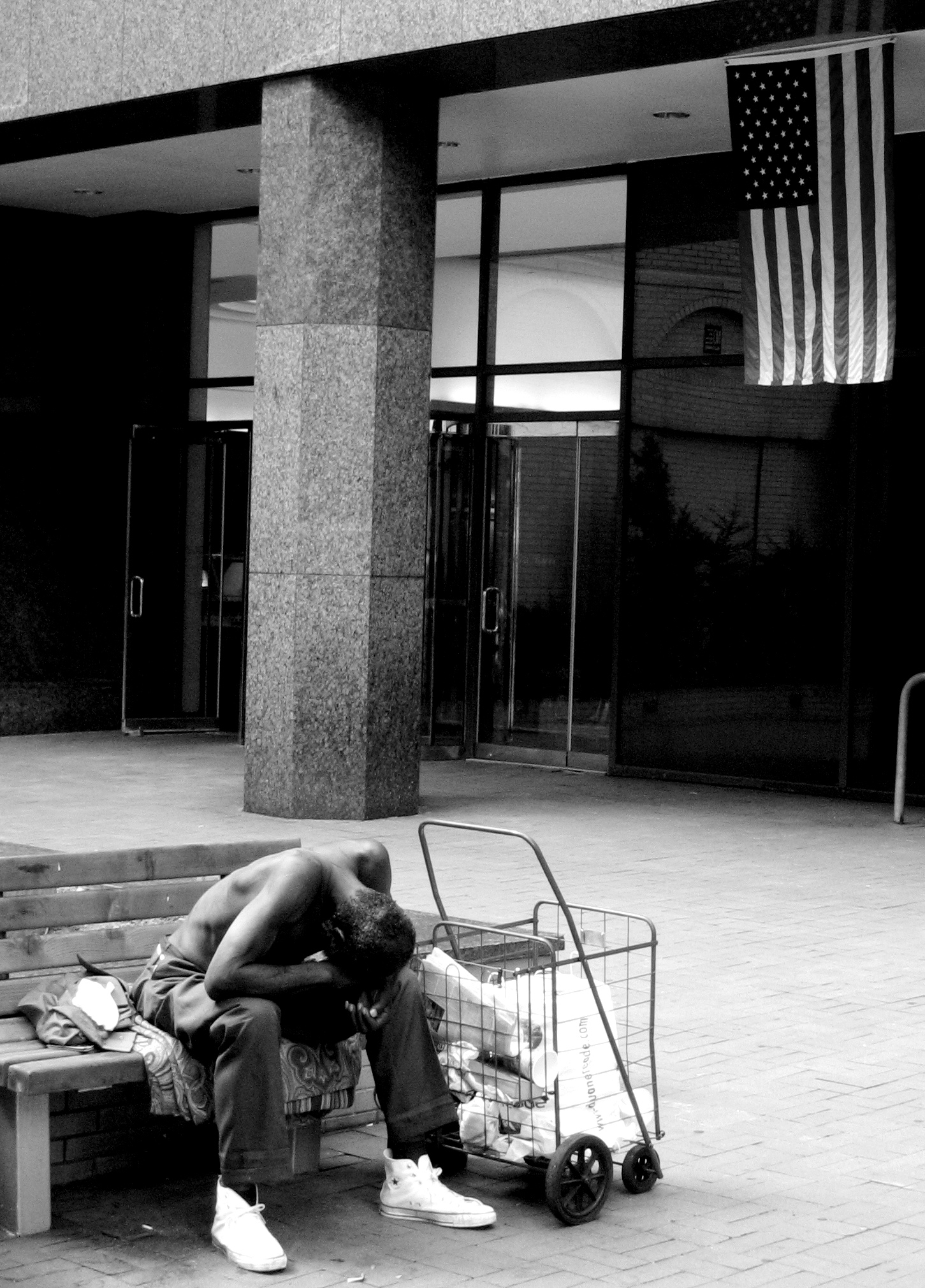
رجل متشرد أمام مقر الأمم المتحدة في نيويورك، التقطت عام 2005.

التشرد هو حالة الأشخاص الذين يفتقرون إلى «مكان إقامة ليلي ثابت ومنتظم وملائم» بحسب تعريفه من قِبل قانون ماكيني-فينتو لإعانة المشردين. تختلف حسابات الليلة الواحدة في أي وقت والتي يعدّها مؤمّنو المآوى بشكل كبير عن تقارير حسابات الحكومة الفدرالية. في عام 2014، أُحصي نحو 1.5 مليون شخص مشرد لجأ إلى المآوي، وهو رقم لا يشمل على الأقل نصف الذين جرى إيوائهم ممن يرفضون إجراء المقابلات. في المدن الكبيرة، تتراوح نسبة الأشخاص الذين يجري إيواؤهم إلى الأشخاص دون إيواء من 1:4 في لوس أنجلس إلى 12:1 في نيويورك. تدل هذه النسب أيضًا على تناقضات كبيرة بين تعداد المشردين والاحصائيات الفدرالية.
يجري إعداد احصائيات الحكومة الفدرالية من قِبل تقرير المشردين السنوي التابع لوزارة الإسكان والتنمية الحضرية الأمريكية. تزعم الوزارة أنه من عام 2018 وُجد نحو 553,000 متشرد في الولايات المتحدة كل ليلة، أو 0.17% من تعداد السكان. تتعارض تقارير الوزارة الفدرالية السنوية مع التقارير الخاصة الحكومية والمحلية التي تبين أن التشرد قد ازداد كل سنة منذ عام 2014 في معظم مدن الولايات المتحدة الكبيرة، ولوحظت زيادات بنسبة 40 بالمئة عام 2017 وعام 2019. بناءً على هذه النسب، سيبين التقدير الواقعي لجميع الأشخاص الذين لا يملكون مسكنًا – في المآوي أو السيارات أو الخيم أو على الأرائك أو أماكن عامة أخرى –  وجود أكثر من 4 ملايين متشرد في الولايات المتحدة في الوقت الحالي.
تاريخيًا، ظهر التشرد كقضية وطنية في سبعينيات القرن التاسع عشر. عاش المشردون السابقون في مدن حضرية ناشئة، مثل مدينة نيويورك. في القرن العشرين، سبّب الكساد الكبير الذي حصل في ثلاثينيات القرن العشرين وباءً مدمرًا من العطالة والفقر والجوع والتشرد. في ستينيات القرن العشرين، سببّت عملية إلغاء الرعاية المؤسسية عن المرضى في مستشفيات الأمراض العقلية التابعة للدولة زيادة في أعداد المشردين. منذ عام 2008، سبّب الاقتصاد المتدهور ومعارضة برامج الاستقرار الاجتماعي، الظروف السائدة لأزمة اليوم المستمرة.
في لوس أنجلس، وُجد أنه من 12 إلى 20 بالمئة فقط من تعداد المشردين مريضين عقليًا، وفقًا لتقارير المحكمة ضمن الإجراءات القانونية الطارئة في 19 مارس 2020 لحماية المشردين خلال جائحة فيروس كورونا. تساعد هذه الإحصائية على تصحيح الفكرة الزائفة التي تقول إن معظم المشردين يعانون من مرضٍ عقليّ.
استُخدم التشرد كأداة سياسية حديثة في ثمانينيات القرن العشرين، بعد بدء عملية التخفيضات في مشاريع الإسكان والخدمات الاجتماعية من قِبل المُشرعين. بعد ذلك، وقع الرئيس رونالد ريغان على قانون ماكيني-فينتو لإعانة المشردين عام 1987 والذي يخصص التمويل اللازم من أجل الخدمة المباشرة للمشردين، الذين كانوا سابقًا أصحاب سكنٍ. عبر العقود اللاحقة، تحسنت وفرة وجودة البيانات حول التشرد بشكل كبير. استخدم نحو 1.56 مليون شخص، أو نحو 0.5% من تعداد سكان الولايات المتحدة، مأوى طوارئ أو برنامج اسكان مؤقت بين 1 أكتوبر عام 2008 و30 سبتمبر عام 2009.
منذ عام 2009، سيكون واحد من 50 طفل أو 1.5 مليون طفل في الولايات المتحدة الأمريكية مشردًا كل سنة. قُدر عدد المشردين من المحاربين القدامى بنحو 37,878 مشردًا في الولايات المتحدة خلال شهر يناير عام 2017، أو 8.6 بالمئة من كل المشردين البالغين. أكثر قليلًا من 90 بالمئة من المحاربين القدامى المشردين في الولايات المتحدة هم من الذكور. تملك تكساس وكاليفورنيا وفلوريدا أعلى الأرقام من فئة الشباب غير المصحوبين بذويهم وتحت سن 18، تتضمن هذه الأرقام أنه 58% من كل المشردين تحت سن 18 هم من فئة الشباب. تملك تقارير مدينة نيويورك تقريبًا 114,000 متشرد من أطفال مدارس.
يصيب التشرد الرجال والنساء والأطفال. بينت دراسة فئوية بين الولايات المتحدة وكندا أن احتمال تعرض النساء للموت بسبب التشرد هو أكبر بعشرات مرات، واحتمال تعرض الرجال للموت بسبب التشرد أكبر بمرتين إلى ثلاثة. في الولايات المتحدة، نحو 60% من كل المشردين هم رجال.
بسبب التغيرات في تعداد الأشخاص المشردين بشكل مؤقت، يُعتقد بأن العدد الكلي للأشخاص الذين يختبرون التشرد لعدة ليالي على الأقل خلال السنة أعلى بشكل كبير من إحصاءات الوزارة في أي وقت. قدرت دراسة أجريت عام 2000 عدد هكذا أشخاص بأنه بين 2.3 مليون و3.5 مليون. وفقًا لمكتب منظمة العفو الدولية في أميركا، يفوق عدد المنازل الشاغرة عدد المشردين بخمسة مرات. وجد تحقيق أجري في شهر ديسمبر عام 2017 من قِبل فيليب ألستون، المُقرِّر الخاص للأمم المتحدة حول الفقر المدقع وحقوق الإنسان، أن المشردين كانوا يُجرّمون بشكل شديد، وفي بعض الحالات يجري الاعتداء عليهم أو قتلهم من قِبل الشرطة عبر العديد من المدن في الولايات المتحدة. مع هذا النظام يُعاد تصنيف أشخاص دون سجلات إجرامية سابقة بأنهم مجرمون معاودون. من بين الاعتداءات على المتشردين حادثة قتل فريتز سيفير عام 2015 من قِبل دائرة شرطة مدينة ميامي، وحادثة إطلاق الرصاص في عام 2014 على جيمس بويد وقتله من قِبل شرطة ألبوكيركي. أيضًا عام 2014، ضُربت مارلين بينوك بشكل متكرر من قِبل ضابط دورية طريق كاليفورنيا السريع. تخضع وفيات المشردين في الولايات المتحدة إلى التحقيق أيضًا من قِبل وكالات تطبيق القانون، بسبب التحاملات الاجتماعية والسياسية.

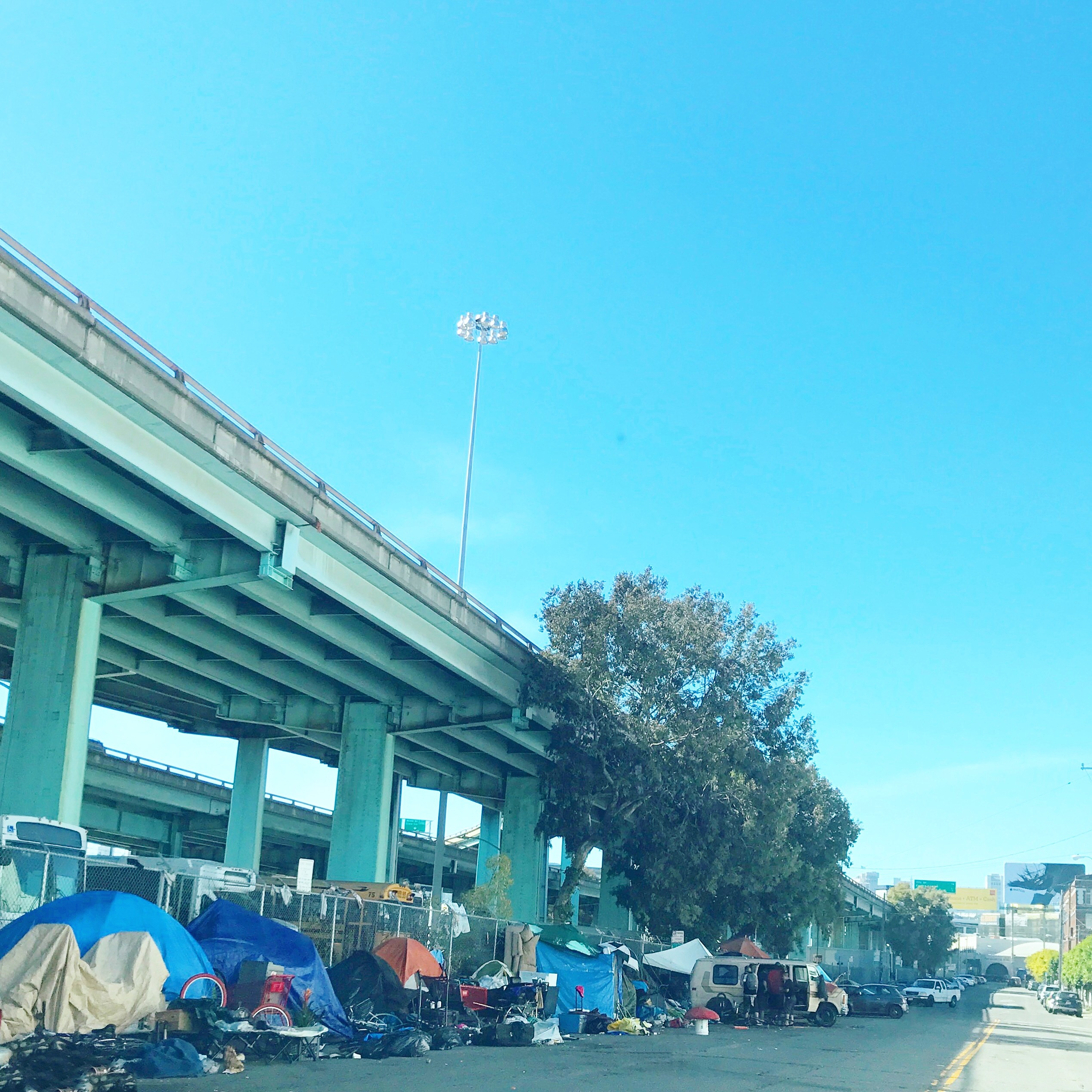
الناس بلا مأوى في سان فرانسيسكو

السبب الرئيسي لتشرد النساء في الولايات المتحدة هو العنف المنزلي. ترتكز أسباب عامة أخرى لتشرد النساء والأطفال والرجال على نموذج الاقتصاد الرأسمالي الأميركي، وافتقاره لمشاريع الإسكان ميسور التكلفة وشبكات الأمان الاجتماعي. من الأسباب الإضافية الأخرى: الطلاق والطرد المشروع وغير المشروع من المسكن، والتدفق النقدي السلبي، واضطراب الكرب التالي للصدمة، وحبس الرهن، وعدم امتلاك عائلة وأقارب داعمين، وتعاطي المخدرات، والإدمان على الكحول، وغياب الخدمات الضرورية، وحذف برامج المعاشات التقاعدية ومستحقات العاطلين عن العمل، وغياب مصادر الدخل أو عدم كفايتها (مثل التأمين (الضمان)، أرباح الأسهم المالية، المعاش السنوي)، والفقر (غياب صافي ثروة)، والقمار، والعطالة، ووظائف ذات أجر متدني. أصبح التشرد أداة سياسية أيضًا تُستخدم لاستهداف المعارضين والمتظاهرين.
يؤثر التشرد في الولايات المتحدة على شرائح عديدة من الشعب، من بينهم العائلات والأطفال وضحايا العنف المنزلي والمدانين السابقين والمحاربين القدامى وكبار السن. هناك جهود لمساعدة المشردين منها تشريعات فدرالية، وجهود خاصة غير ربحية، وزيادة فرص الحصول على خدمات الرعاية الصحية، ومشاريع إسكان داعمة، ومشاريع إسكان ميسورة التكلفة.

## خلفية تاريخية

### فترة قبل الاستعمار والفترة الاستعمارية
بعد ثورة الفلاحين في إنجلترا، صُرّح للشرطة بموجب ميثاق قانون الفقراء الإنجليزي لعام 1383 بوضع الطوق على أعناق المشردين وإجبارهم على إظهار الدعم؛ وإن لم يتمكنوا من ذلك، فالعقوبة هي الحبس.
كان ممكنًا أن يُحكم على المشردين بعقوبة المقطرة لثلاثة أيام وليالي؛ في عام 1530، أُضيفت عقوبة الجَلْد. اعتُبر أن المشردين هم متسولون غير مصرح بهم. عام 1547، جرى تمرير قانون أخضع المشردين إلى بعض الأحكام المتطرفة من قانون الجرائم، تحديدًا حكم سنتين من الاستعباد والترسيم بحرف «V» كعقوبة على الجريمة الأولى والموت على الجريمة الثانية.
كانت هناك أعداد كبيرة من المشردين المحكومين المنقولين إلى المستعمرات الأمريكية في القرن الثامن عشر.

## التشرد الانتقالي
التشرد الانتقالي هو نوع من التشرد ناتج عن تغيير كبير في الحياة أو حدث كارثي. يمكن أن تشمل أحداث الحياة هذه ما يلي:
فقدان الوظيفة ، الحالة الطبية ، الطلاق ، العنف المنزلي ، إلخ. من المحتمل أيضًا أن يكون الأشخاص الذين يعانون من التشرد الدوري صغارًا وينتهي بهم الأمر بالبقاء في الملاجئ لفترة قصيرة من الزمن.

## التشرد الخفي
يعتبر التشرد الخفي هو التشرد الذي لا يتم الإبلاغ عنه / غير الموثق. من ناحية أخرى ، فإن الأفراد المصنفين على هذا النحو يعيشون مؤقتًا مع أشخاص آخرين دون أي ضمانات على المدى الطويل.

## نساء بلا مأوى مع أطفال
اكتشفت دراسة أخرى أن أكبر ثلاثة عوامل خطر ساهمت في تشرد الأسرة في الولايات المتحدة هي: العرق ، ونقص الموارد (على وجه التحديد الأموال) ، والأطفال الصغار / الحمل. هناك أيضًا علاقة قوية بين العائلات التي لا مأوى لها والأسر التي تديرها وتمولها أنثى عزباء ، خاصة واحدة من أقلية ولديها طفلان على الأقل. تواجه العائلات ذات الدخل الواحد ، خاصة تلك التي تقع تحت خط الفقر الفيدرالي ، صعوبة في العثور على سكن أكثر من العائلات الأخرى ، خاصةً في ظل محدودية خيارات الإسكان الميسورة التكلفة. لا تلجأ العائلات المشردة دائمًا إلى الملاجئ ، لكن التشرد لا يعني بالضرورة العيش في الشوارع. من المرجح أن تعيش النساء المشردات اللائي لديهن أطفال مع العائلة أو الأصدقاء أكثر من أولئك الذين ليس لديهم أطفال ، ويتم التعامل مع هذه المجموعة بأولوية أعلى من قبل كل من الحكومة والمجتمع.  تعاني الأمهات المتشردات من انتشار الاكتئاب بنسبة أعلى بكثير ، بنسبة 40 - 85٪ ، مقارنة بنسبة 12٪ لدى النساء من جميع الفئات الاجتماعية والاقتصادية. لدى الأمهات المشردات أيضًا معدلات أعلى من تعاطي المخدرات واضطرابات القلق واضطراب ما بعد الصدمة. جميعهم تقريبًا (92٪) يتعرضون للاعتداء الجسدي أو الجنسي.